# HTR2A
5-HT2A (англ. 5-hydroxytryptamine receptor 2A) – цей рецептор є підтипом рецептора 5-HT2, який належить до сімейства серотонінових рецепторів і є рецептором, пов'язаним з G-білком (GPCR). Рецептор 5-HT2A є рецептором поверхні клітини, але має кілька внутрішньоклітинних локалізацій (зокрема в ЦНС, ПНС, гладеньком'язових клітинах, судинах, ШКТ).
5-HT2 -- це основний підтип збуджувальних рецепторів серед GPCR тропним для серотоніну, хоча 5-HT2A також може мати інгібуючий ефект  на певні ділянки, такі як зорова кора та орбітофронтальна кора.
5-HT2A опосередковує, принаймні частково, дію багатьох антипсихотичних препаратів, особливо нетипових. Але вперше його виявили в 1988 році сіром Джоном Гаддуном як мішень серотонінергічних психоделічних препаратів, таких як ЛСД і псилоцибінові гриби. 
Зниження регуляції постсинаптичного рецептора 5-НТ2А - це адаптивний процес, спровокований хронічним прийомом селективних інгібіторів зворотного захоплення серотоніну (SSRIs) і атипових антипсихотичних засобів. У суїцидальних та інших пацієнтів з депресією було більше рецепторів 5-HT2A, ніж у звичайних пацієнтів. Ці висновки свідчать про те, що постсинаптична надмірна щільність 5-HT2A бере участь у патогенезі депресії.
Парадоксальне зниження регуляції рецепторів 5-HT2A може спостерігатися з декількома антагоністами 5-HT2A. Таким чином, замість толерантності від антагоністів 5-HT2A очікується зворотна толерантність. Однак на цьому місці є принаймні один антагоніст, який, як було показано, регулює рецептори 5-HT2A. Крім того, пара інших антагоністів може не впливати на кількість рецептора 5-HT2A. Тим не менш, збільшення синтетичної активності є скоріше винятком, ніж правилом. Ні толерантності, ні синдрому відміни не спостерігається у людей щодо повільного сну (SWS), опосередкованого впливом антагоністів 5-HT2A.

#### Кодований геном
5-HT2A  є білком, який кодується геном HTR2A, розташованим у людей на короткому плечі 13-ї хромосоми. Довжина поліпептидного ланцюга білка становить 471 амінокислоту, а молекулярна маса — 52 603.
| 10         |  | 20         |  | 30         |  | 40         |  | 50         |
| ---------- |  | ---------- |  | ---------- |  | ---------- |  | ---------- |
| MDILCEENTS |  | LSSTTNSLMQ |  | LNDDTRLYSN |  | DFNSGEANTS |  | DAFNWTVDSE |
| NRTNLSCEGC |  | LSPSCLSLLH |  | LQEKNWSALL |  | TAVVIILTIA |  | GNILVIMAVS |
| LEKKLQNATN |  | YFLMSLAIAD |  | MLLGFLVMPV |  | SMLTILYGYR |  | WPLPSKLCAV |
| WIYLDVLFST |  | ASIMHLCAIS |  | LDRYVAIQNP |  | IHHSRFNSRT |  | KAFLKIIAVW |
| TISVGISMPI |  | PVFGLQDDSK |  | VFKEGSCLLA |  | DDNFVLIGSF |  | VSFFIPLTIM |
| VITYFLTIKS |  | LQKEATLCVS |  | DLGTRAKLAS |  | FSFLPQSSLS |  | SEKLFQRSIH |
| REPGSYTGRR |  | TMQSISNEQK |  | ACKVLGIVFF |  | LFVVMWCPFF |  | ITNIMAVICK |
| ESCNEDVIGA |  | LLNVFVWIGY |  | LSSAVNPLVY |  | TLFNKTYRSA |  | FSRYIQCQYK |
| ENKKPLQLIL |  | VNTIPALAYK |  | SSQLQMGQKK |  | NSKQDAKTTD |  | NDCSMVALGK |
| QHSEEASKDN |  | SDGVNEKVSC |  | V          |  |            |  |            |

A: Аланін

C: Цистеїн

D: Аспарагінова кислота

E: Глутамінова кислота

F: Фенілаланін

G: Гліцин

H: Гістидин

I: Ізолейцин

K: Лізин

L: Лейцин

M: Метіонін

N: Аспарагін

P: Пролін

Q: Глутамін

R: Аргінін

S: Серин

T: Треонін

V: Валін

W: Триптофан

Білок за функціями належить до рецепторів клітини-хазяїна для входу вірусу, рецепторів, g-білокспряжених рецепторів, білків внутрішньоклітинного сигналінгу, фосфопротеїнів. 
Задіяний у таких біологічних процесах, як взаємодія хазяїн-вірус, альтернативний сплайсинг. 
Локалізований у клітинній мембрані, мембрані, клітинних відростках, цитоплазматичних везикулах.